# Cheiloxya
Cheiloxya is een geslacht van kevers uit de familie van de loopkevers (Carabidae). De wetenschappelijke naam van het geslacht is voor het eerst geldig gepubliceerd in 1855 door Guerin-Meneville.

## Soorten
Het geslacht Cheiloxya omvat de volgende soorten:
- Cheiloxya binotata (Castelnau, 1833)
- Cheiloxya longipennis W. Horn, 1891